# Hellmuth Gommlich
Hellmuth Max Johann Gommlich, né le 11 juillet 1891 à Plauen près de Dresde et mort le 3 avril 1945 à Meiningen, est un SS-Sturmbannführer allemand et officier de police de Zella-Mehlis, qui est le conseiller supérieur du gouvernement au ministère de l'Intérieur de Thuringe et administrateur du district de Meiningen.

## Biographie
Il fréquente le Annenrealgymnasium à Dresde. Avant d'obtenir son diplôme d'études secondaires, il interrompt sa carrière scolaire et commence en 1908 une formation de marin sur un voilier exploité par la North German Lloyd. En février 1913, après un an de formation, il complète sa formation de timonier au long cours à l'école nautique de Brême. Il devient ensuite volontaire dans la marine impériale et participe à plusieurs opérations militaires pendant la Première Guerre mondiale en tant que marine sur des torpilleurs. En tant qu'officier de marine, il atteint le grade d'Oberleutnant zur See. Il est démis de ses fonctions d'officier de réserve en 1919.
Dès 1920, il commence une formation d'officier de police auprès de la police d'État de Brême. Il devient le plus jeune commissaire de police de Bremerhaven en 1921. Le 1er mai 1924, Gommlich devient le chef du service de sécurité censé freiner la contrebande d'alcool et de drogue sur les navires de la compagnie et traquer les passagers clandestins. Il démissionne ensuite le 1er Septembre 1926 de la police de Thuringe. En décembre 1926, il travaille comme enquêteur criminel et en 1930, il devient officier de police à Zella-Mehlis.

## Études et travail
En 1931, Gommlich rejoint le NSDAP et devient également membre de la SA durant cette période,. Il rejoint les SS en avril 1934, où il devient SS-Sturmbannfuhrer en 1940. Il devient également membre du SD,.
En 1935, le ministre de l'Intérieur de Thuringe, nomme Gommlich chef du service de police au ministère de l'Intérieur, après y avoir travaillé comme officier par intérim en 1934. En tant qu'officier de police le plus haut gradé, il est responsable des services de police municipaux de Thuringe et supervise la Gestapo de Weimar et ses succursales affiliées. Il joue également un rôle déterminant dans l'aryanisation par Fritz Sauckel de la société de véhicules et d'armes Simson. Sur la recommandation du ministre de l'Intérieur de Thuringe, Walter Ortlepp, en poste depuis février 1936, Gommlich est promu SS Untersturmfuhrer. En tant que représentant spécial du Reichsfuhrer SS Heinrich Himmler, il est responsable de l'établissement du camp de concentration de Buchenwald sur les ordres de Sauckel et mène les négociations directement avec Theodor Eicke et Oswald Pohl.
En juillet 1938, il est nommé par intérim puis, à partir du 1er avril 1939, directeur de district à Meiningen et reste à ce poste jusqu'en avril 1945. Après le début de la Seconde Guerre mondiale. Gommlich devient également directeur du Staatsbad AG Thüringen  et chef de district DRK. Au début de l'été 1942, Il échappe aux poursuites pénales pour violation de la réglementation de l'économie de guerre.
Peu de temps avant l'arrivée de l'armée américaine, il se suicide avec sa femme, sa fille et sa mère par empoisonnement. La famille est emmenée dans un hôpital public dans un état comateux avec des symptômes d'empoisonnement, où les quatre membres de la famille sont finalement morts. Les corps sont enterrés le 13 avril. Inhumés dans une fosse commune au cimetière de Meiningen Park le 19 avril 1945.